# Апфольтерер, Ханнес
Ханнес Апфольтерер (род. 1965) — австрийский музыкант, композитор, аранжировщик, музыкальный педагог, профессор, полковник австрийской армии . Музыкальный руководитель и дирижёр военно-исторического оркестра Тирольских императорских стрелков с 1994 года, главный дирижёр военного оркестра Тироля с 2001 года.

## Биография
Ханнес Апфольтерер родился 16 января 1965 года в городе Майрхофен. С детства начал обучаться игре на фортепиано и кларнете. Музыкальную карьеру начал уже в возрасте 10 лет в качестве кларнетиста в оркестре своего родного города Майерхофен. В 18 лет в Амстердаме (Голландия) получил свою первую музыкальную награду — «бриллиантовый значок Европейского общества духовой музыки», с отличием сдав концертный экзамен на конкурсе молодых музыкантов по классу «Кларнет». В возрасте 16 лет Ханнес Апфольтерер в качестве исключения был принят на обучение в Тирольскую консерваторию в Инсбруке, которую закончил с красным дипломом сразу по двум специальностям: «Инструментальная и хоровая педагогика» и «Кларнет».
В 1983 году Ханнес Апфольтерер поступил на срочную военную службу в военный оркестр федеральной земли Тироль. Для повышения своего дирижёрского мастерства Апфольтерер посещал школу военных дирижёров под руководством Эдгара Зайпенбуша, которую с отличием окончил в 1993 году, сдав государственный экзамен по специальности «Военный дирижёр». В 1994 году лейтенант Апфольтерер получил должность второго дирижёра в военном оркестре Федеральной земли Тироль (Австрия). С 1995 по 2000 год занимал должность главного дирижёра  военного оркестра федеральной земли Зальцбург. В 2001 году возглавил Военно-музыкальную службу федеральной земли Тироль. После скоропостижной кончины 1 августа 2008 года руководителя военно-музыкальной службы федеральной земли Форарльберг майора Карла Гампера, Ханнес Апфольтерер до марта 2010 года по совместительству осуществлял руководство и этим военно-музыкальным коллективом.
В 1994 году Ханнес Апфольтерер стал музыкальным руководителем и дирижёром военно-исторического оркестра Тирольских императорских стрелков. Дата обращения: 30 августа 2019. Архивировано из оригинала 9 января 2019 года. Под его руководством этот коллектив стал одним из лучших и наиболее популярных военно-исторических музыкальных коллективов в Европе.
В качестве главного дирижёра Тирольского военного оркестра и военно-исторического оркестра Тирольских императорских стрелков Ханнес Апфольтерер выступал во многих странах Европы; возглавляемые им коллективы регулярно принимают участие в военно-музыкальных фестивалях в Швеции, Швейцарии, Франции, Германии, Чехии и России. Апфольтетер в качестве представителя Австрии принимал участие в международных конференциях инспекторов военных оркестров в Риге, Вене, Будапеште и Праге, представляя Австрийскую Республику.
Ханнес Апфольтерер является членом экзаменационной комиссии Министерства обороны и спорта Австрии на базовом курсе обучения военных музыкантов, а также преподает дисциплину «Практические навыки дирижирования» на выпускном курсе в системе офицерского образования по специальности – «военный дирижер»..
1 июля 2015 года Ханнесу Апфольтереру присвоено очередное воинское звание «полковник». В том же 2015 году он получил учёное звание «профессор».
Ханнес Апфольтерер женат и имеет троих детей.

## Творчество
Ханнес Апфольтерер уже в молодом возрасте получил признание в Европе в качестве солиста. Свою композиторскую деятельность он начал в 20 лет. Среди его многочисленных музыкальных произведений основное место занимают военные марши в староавстрийском стиле и фантазии для духовой музыки. Самым известным маршем Х. Апфольтерера стал марш «Эдельвейс», исполняемый военными оркестрами во всей Европе. Также Ханнесом Апфольтерером написаны многочисленные музыкальные произведения, посвященные международным и национальным религиозным, военным, политическим и другим деятелям, а также различным общественным институтам и проводимым акциям. В частности, Апфольтерер был автором «Гимна тысячелетия Австрии», исполненного всеми военными оркестрами страны в Зальцбурге в 1996 году; в 2011 году он переработал «Олимпийский гимн» для исполнения духовым оркестром.

## Награды
- 2009 — Почетный знак «За вклад в культуру». Город Инсбрук.
- 2013 — Памятный знак «Николай Римский-Корсаков» Министерства обороны Российской Федерации за большой личный вклад в развитие военной музыки. Приказ Начальника Военно-оркестровой службы Вооружённых сил РФ - главного военного дирижёра генерал-лейтенанта Халилова В.М. от 02.09.2013 г.
- 2014 — Крест «За заслуги перед федеральной землей Тироль» [2]